# ANKRD29
ANKRD29 (англ. Ankyrin repeat domain 29) – білок, який кодується однойменним геном, розташованим у людей на довгому плечі 18-ї хромосоми. Довжина поліпептидного ланцюга білка становить 301 амінокислот, а молекулярна маса — 32 442.
| 10         |  | 20         |  | 30         |  | 40         |  | 50         |
| ---------- |  | ---------- |  | ---------- |  | ---------- |  | ---------- |
| MCRMSFKKET |  | PLANAAFWAA |  | RRGNLALLKL |  | LLNSGRVDVD |  | CRDSHGTTLL |
| MVAAYAGHID |  | CVRELVLQGA |  | DINLQRESGT |  | TALFFAAQQG |  | HNDVVRFLFG |
| FGASTEFRTK |  | DGGTALLAAS |  | QYGHMQVVET |  | LLKHGANIHD |  | QLYDGATALF |
| LAAQGGYLDV |  | IRLLLASGAK |  | VNQPRQDGTA |  | PLWIASQMGH |  | SEVVRVMLLR |
| GADRDAARND |  | GTTALLKAAN |  | KGYNDVIKEL |  | LKFSPTLGIL |  | KNGTSALHAA |
| VLSGNIKTVA |  | LLLEAGADPS |  | LRNKANELPA |  | ELTKNERILR |  | LLRSKEGPRK |
| S          |  |            |  |            |  |            |  |            |

A: Аланін

C: Цистеїн

D: Аспарагінова кислота

E: Глутамінова кислота

F: Фенілаланін

G: Гліцин

H: Гістидин

I: Ізолейцин

K: Лізин

L: Лейцин

M: Метіонін

N: Аспарагін

P: Пролін

Q: Глутамін

R: Аргінін

S: Серин

T: Треонін

V: Валін

W: Триптофан

Задіяний у такому біологічному процесі, як альтернативний сплайсинг. 